# 핼리팩스 지빗

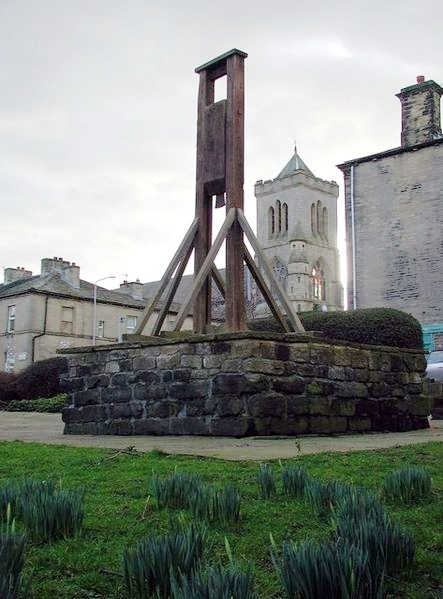
세인트 마리 성당과 지빗 거리 뒷마당에 위치한 핼리팩스 지빗의 복제품 사진, 2008년

핼리팩스 지빗(영어: Halifax Gibbet, /ˈhælɪfæks ˈdʒɪbɪt/)은 영국 웨스트요크셔주의 핼리팩스에서 사용한 초기 형태 단두대(guillotine)이다. 16세기 즈음에 도끼와 검의 대체수단으로 참수형에 사용되었을 것으로 추정한다. 핼리팩스 지방은 한때 웨이크필드의 영지로, 영주에게는 최소 13½ 펜스 가치 이상의 재화를 훔쳐 붙잡히거나 자백한 사람을 즉결 참수할 수 있는 권한이 있었다. 참수형은 영국에서 꽤 일반적인 사형 방식이었지만 다음의 두가지 관점에서 핼리팩스의 경우는 독특했다. 유일하게 단두대를 사용하였고, 17세기 중반까지도 경범죄자를 참수했다는 것이다.
이 장치는, 15피트(4.6m) 길이의 두 기둥 꼭대기에 가로지어 연결된 목재 기둥으로 구성되어 있다. 그 사이엔 4 ~ 6피트(1.37m) 정도의 네모난 나무판이 있고, 아랫부분에 7파운드 12온스(3.5kg) 무게의 도끼머리가 박혀있다. 전체 구조가 계단으로 오르는 9피트(2.7m) 너비와 4피트(1.2m) 높이의 기반석위에 있다. 도끼가 박힌 나무판 위에 연결된 밧줄은 도르래를 통해 날을 들어올릴 수 있게 하고, 기반석의 핀에 묶음으로써 고정하였다. 그 밧줄을 자르거나 풀어서 작동시켰다.
1286년에 처음으로 처형이 기록된 이래로 1650년 후반까지 거의 100여명의 사람이 핼리팩스로 참수되었다. 하지만 도입된 날짜가 명확하지 않기 때문에 정확한 숫자는 알기 힘들다. 1650년에 여론은 죄가 비교적 가벼운 도둑들도 핼리팩스 지빗으로 참수하는 것은 지나치다는 의견이 많았기에 잉글랜드 연방의 호국경 올리버 크롬웰에 의해 사용이 금지되었고, 곧 해체된다. 1840년 즈음에 기반석이 재발견되면서 보존되오고 있으며, 작동은 되지 않는 복제품을 1974년에 제작하여 세워놓았다. 근방의 기념명패에는 이 기구로 처형되었던 52명의 이름이 새겨져있다.

## 역사
핼리팩스 지빗 법으로 알려진 법은 한때 핼리팩스 지방이 속했던 웨이크필드 영주에게 힘을 주었고,영주에게는 최소 13½펜스 가치 이상의 재화를 훔쳐 붙잡히거나 자백한 사람을 즉결참수할 수 있는 권한이 있었다.

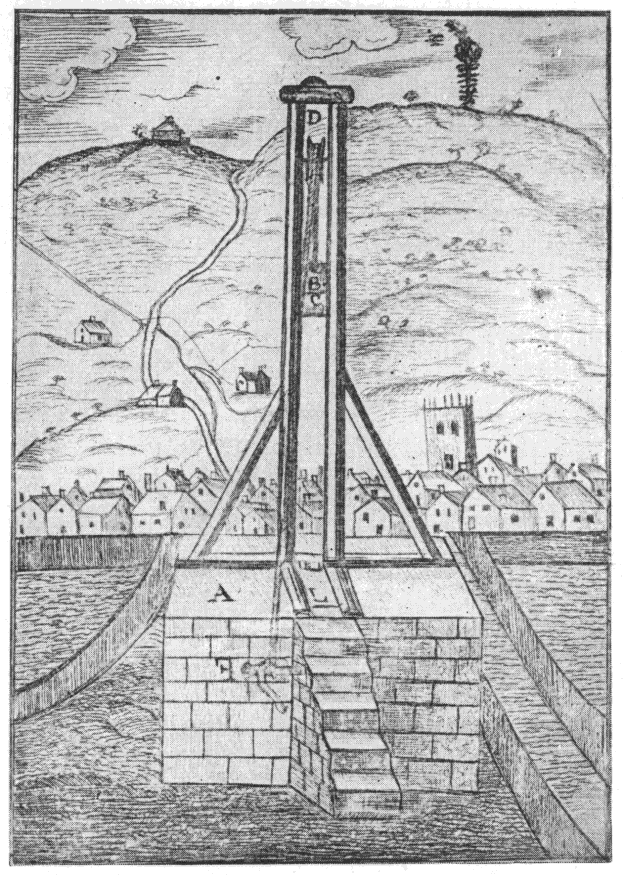
17세기 판화에 나타난 핼리팩스 지빗의 모습

## 기작

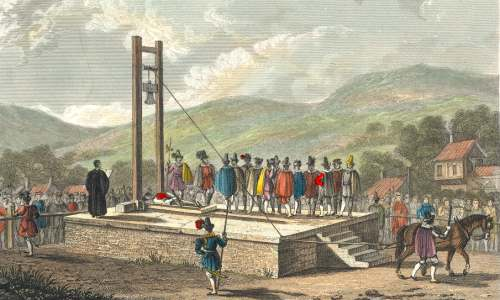
A New and Complete History of the County of York, Thomas Allen 作, 1829 에 묘사된 핼리팩스 지빗의 사용모습

정확히 언제 핼리팩스 지빗이 도입되었는지는 확실하지 않지만, 16세기에도 도끼나 검으로 참수를 집행하였으므로 그 전까지는 알려지지 않았을것이다. 영국 고유의 기계로 여겨지는 이 장치는, 15피트(4.6m) 길이의 두 기둥 꼭대기에 가로지어 연결된 목재 기둥으로 구성되어 있다. 그 사이엔 4 ~ 6피트(1.37m) 정도의 네모난 나무판이 있고, 아랫부분에 7파운드 12온스(3.5kg) 무게의 도끼머리가 박혀있다. 전체 구조가 계단으로 오르는 9피트(2.7m) 너비와 4피트(1.2m) 높이의 기반석위에 있다. 도끼가 박힌 나무판 위에 연결된 밧줄은 도르래를 통해 날을 들어올릴 수 있게 하고, 기반석의 핀에 묶음으로써 고정하였다.
그 밧줄을 자르거나 풀어서 작동시켰다. 동물절도범의 경우, 밧줄의 끝을 핀에 감은 후 훔친 동물이나 같은 종의 동물에 묶어 핀쪽을 풀리게 함으로써 날을 떨어뜨렸다.
1586년 라파엘 홀린셰드(Raphael Holinshed)의 이야기에서는 지빗의 효율성을 증명하였고, 구경꾼들의 참여에 대한 세부사항을 추가했다.
The Imperial Magazine 의 1832년 9월판에 실린 기사는 희생자들의 마지막순간을 묘사하기도 했다.
토마스 딜로니(Thomas Deloney)의 소설Thomas of Reading (1600)에서는 지역 거주민들 사이에서 사형 집행인 역할을 맡기기 어려움에 대한 해결책으로 핼리팩스 지빗의 발명을 제안한것은 수사였다고 한다.

비록 기요탱(guillotine)이 18세기말 프랑스혁명의 참수방법으로서 단두대의 이미지로 유명하기는 해도, 다른 많은 참수기구들이 유럽 각지에 결쳐 오랫동안 쓰여왔었다. 기요탱 박사(조제프이냐스 기요탱)가 핼리팩스 지빗을 알고 있었는지는 알려져 있지 않지만, 그 디자인은 모르튼 백작 4세 제임스 더글라스(James Douglas, 4th Earl of Morton)의 것을 모방했다고 한다. 스코티시 메이든(the Scottish Maiden)이라고 알려진 비슷한 그 기계는 현재 스코틀랜드 국립 박물관에 전시되고 있다.  메이든은 핼리팩스 지빗보다는 작은, 프랑스의 기요탱과 같은 높이인 10피트(3.0m)이다.

## 복원
핼리팩스 지빗은 1650년에 마지막으로 처형에 쓴 후 분해하였고, 그 장소는 1840년에 놓여있던 기반이 다시금 발굴되기까지 방치되어 있었다. 1974년 8월에 기존의 석재 기반위에 작동은 하지 않는 실제크기의 모형을 만들어 세웠다. 그 모형에는 원래의 것을 모방한 칼날이 장착되어 있는데, 핼리팩스 지역의 변두리에 위치한 부스타운의 뱅크필드 박물관에서 2011년에 전시되기도 하였다. 근방의 기념명패에는 이 기구로 처형되었던 52명의 이름이 새겨져있다.
핼리팩스 지빗의 작동하는 실물크기 복제품은 2008년 6월 15일에 방송되었던 히스토리채널의 "Surviving History"시리즈를 통해 제작되었다.

## 참고 문헌
주석
인용
1. ↑  Holt (1997), 20쪽
2. 1 2 3  
Parker, John William (1834년 7월 26일), “The Halifax Gibbet-Law”, 《The Saturday Magazine》 (132): 32
3. 1 2  
“Register of Ancient Monuments: Remains of Gibbet”, Calderdale Council, 2011년 5월 14일에 확인함
4. ↑  Pettifer (1992), 86쪽
5. ↑  Tavernor (2007), 90쪽
6. ↑  Pettifer (1992), 87쪽
7. ↑  “The Piece Hall Halifax” (PDF), Calderdale Council, 5쪽, 2012년 3월 19일에 원본 문서 (PDF)에서 보존된 문서, 2011년 5월 13일에 확인함
8. ↑  “Surviving History: Halifax Gibbet”, History.com, 2015년 7월 1일에 원본 문서에서 보존된 문서, 2010년 1월 21일에 확인함

## 같이 보기
- 단두대(guillotine)